# روزی روزگاری جنایت (فیلم ۲۰۲۳)
روزی روزگاری یک جنایت  که روزی روزگاری یک جرم نیز شناخته می شود (به انگلیسی: Once upon a Crime) یک فیلم ژاپنی فانتزی کمدی جنایی با بازی فانتزی است. کانا هاشیموتو و یوکو آراکی نتفلیکس  در نقش های اصلی به ترتیب به عنوان شنل قرمزی و سیندرلا به کارگردانی یویچی فوکودا، داستان ترکیبی از عناصر داستانی سیندرلا و کلاه قرمزی به عنوان قرمز کوچولو (کانا)از مهارت های تحقیقی خود برای حل معمای پشت قتل استفاده میکند

## فرض
کلاه قرمزی با سیندرلا در جنگل ملاقات می کند.  آنها با هم با جادوگران ملاقات می کنند و تمایل خود را برای رفتن به توپ در قلعه ابراز می کنند.  جادوگران به آنها لباس‌ها، کفش‌های زیبا و کالسکه‌ای که توسط یک موش انسان‌نما هدایت می‌شود، می‌دهند.  در راه خود به سمت قلعه، آنها بر روی یک جسد می افتند و با نگاهی دقیق تر، کلاه قرمزی مهارت های کارآگاهی خود را تمرین می کند.  آنها جسد را پنهان می کنند و به سمت توپ می روند، جایی که سیندرلا با شاهزاده می رقصد تا زمانی که نگهبانان کشف جسد را گزارش کنند.

## بازیگران
- کانا هاشیموتو در نقش شنل قرمزی
- یوکو آراکی در نقش سیندرلا
- "تاکانوری ایواتا" در نقش شاهزاده گیلبرت
- واتانابه در نقش آن (خواهر سیندرلا با لباس سبز)
- یومی واکاتسوکی در نقش مارگوت (خواهر سیندرلا با لباس زرد)
- میکی مایا در نقش ایزابلا (نامادری سیندرلا)
- میدوریکو کیمورا در نقش باربارا جادوگر
- "میره کیریتانی" در نقش تکلا جادوگر
- "اتاق تسوتسو" در نقش پل موش صحرایی
- ماساکی کاجی در نقش هانس، آرایشگر سلطنتی
- جیرو ساتو در نقش شاه بوول پادشاهی کلر دو لون
- میزوکی یاماموتو در نقش کارن/رمی
- توموهارو هاسگاوا در نقش لرد چمبرلین، هرالد به پادشاه
- آتسوهیرو اینوکای به عنوان نگهبان راه پله